# Josef Hassmann
Josef Hassmann (21 de maig de 1910 - 1 de setembre de 1969) fou un futbolista austríac de la dècada de 1930.
Fou internacional amb Àustria, amb la qual participà en la Copa del Món de 1934. Pel que fa a clubs, fou jugador de Admira Viena, FC Wien, Straßenbahn Wien, i SK Rapid Wien.